# 加藤彩
加藤 彩（かとう あや、1990年6月28日 - ）は東京都出身のグラビアアイドルである。
OCEANエンタテイメントに所属。
過去の所属はオフィスチェリー。
趣味：音楽鑑賞、ドラム
特技：ピアノ

## 出演

### オリジナルビデオ
- 電撃特捜隊バイオニックフォース　Brainwashing & Torture（2007年9月28日、ZENピクチャーズ） - 聖地花（ピンクフォース） 役
- 電撃特捜隊バイオニックフォース Destruction & Violated（2007年10月12日、ZENピクチャーズ） - 聖地花（ピンクフォース） 役
- 忍者特捜ジャスティーウインド RIGHT MIND（2007年10月26日、ZENピクチャーズ） - 陽高美穂（レッドウインド） 役
- 忍者特捜ジャスティーウィンド BAD COPY（2007年11月9日、ZENピクチャーズ） - 陽高美穂（レッドウインド） 役
- 怪奇都市伝説　口裂け女（2008年4月18日、ZENピクチャーズ） - 綾川詩織 役
- 純粋ラプソディー・さくらのつぼみ（2008年12月19日、大洋図書） - さくら 役
- コズモエージェント ウィンディ（2009年1月9日、ZENピクチャーズ） - 大澤ラム（ウィンディ） 役

### テレビドラマ
- 桜の木の下で…（2008年5月26日-31日、スカイパーフェクトTV）
- 大河ドラマ「龍馬伝」第4話（2010年1月24日、日本放送協会）

### 舞台
- 操り人形は月夜に踊る（2007年10月13日-14日、ラゾーナ川崎） - 五十嵐理恵 役
- エアースタジオ「PRIDE」（2011年2月23日-27日、AQUA studio）
- エアースタジオ「漂流劇」（2011年3月9日-13日、AQUA studio）
- アリスインプロジェクトx劇団女神座「ももいろナースステーション」（2011年5月25日-29日、シアターKASSAI） - 小田切佐枝 役、白組
- 劇団空感エンジン「オサエロ」（2011年8月3日-7日、AQUA studio）
- IBK「プレイス 特別版 〜海の家借りちゃいました〜」（2011年9月21日-25日、AQUA studio）
- 劇団空感エンジン「SAKURA」（2011年10月26日-30日、AQUA studio）AB班
- エアースタジオ「東京ZOOM」（2011年5月29日-6月3日、AQUA studio）
- 劇団空感エンジン「SAORI 〜想い出の六畳一間〜」（2012年8月22日-26日、エアースタジオ）

## 作品

### イメージDVD
単独
1. White Berry 01 加藤彩13歳（2004年3月5日、アートハウスゴン）
2. 瞬ing（2004年9月17日、メディアバンク）
3. もも色ぷりん 加藤彩14歳（2004年12月、リイド社）ISBN 978-4845827695
4. 天使は14才（2005年3月、英知出版）ISBN 978-4754260774
5. 星3つ（2005年7月29日、ぶんか社）
6. Graduation 〜Aya memory（2006年4月28日、イーネット・フロンティア）
7. Little★Angel（2006年9月30日、BNS）
8. 加藤彩 16歳 サマーガール（2006年12月8日、サイバーピクチャーズ）
9. あーやんkiss（2007年4月27日、スパークビジョン）
10. すきっぷ 加藤彩 16歳 高校2年生（2007年9月26日、イーアンツ）
11. アイドル密着計画〜手のひらで遊ばせて〜（2010年3月20日、グラマラスキャンディ）
12. CARA（2009年5月28日、デジワークス）
13. AYA SWEET NINETEEN LIFE（2009年8月24日、Forty Two Project）
14. 濡れちゃった（2010年4月4日、QH映像）
15. ×××しちゃった（2010年8月20日、メディアブランド）
16. まだダメ！（2011年1月4日、QH映像）
17. 大人になった私（2011年4月29日、ビーエムドットスリー）
18. 恥ずかしいよ!（2011年7月29日、ビーエムドットスリー）
19. さわってあげる…（2011年12月17日、メディアブランド）
20. あっぷるんパイ（2012年5月25日、グラッソ）

複数
1. 無邪気なチェリーパイ（2008年4月26日、イーアンツ）共演：小野ゆかり、大野まい

### 写真集
1. White berry 1 加藤彩写真集（2004年3月、アートハウス・ゴン、撮影：河野英喜）ISBN 978-4901323697
2. もも色ぷりん 加藤彩14歳 加藤彩写真集（2004年12月、リイド社、撮影：小町剛廣）ISBN 978-4845827688